# Colsa costaestriga
Colsa costaestriga är en insektsart som beskrevs av Walker 1857. Colsa costaestriga ingår i släktet Colsa och familjen spottstritar. Inga underarter finns listade i Catalogue of Life.